# Гасанов, Эльдар Мовсум оглы
Эльдар Мовсум оглы Гасанов (род. 26 сентября 1982, Харьков) — украинский шахматист, чемпион Украины среди юношей до 20 лет (2002 г.), гроссмейстер (2007), мастер спорта Украины (2016).

## Биография
У Эльдара есть трое братьев. Их отец, Гасанов Мовсум Салман оглы, всех сыновей привёл в шахматную секцию посёлка Пятихатки, где они жили. В Эльдаре отец увидел сосредоточенность, серьёзность, устремлённость и глубокомысленность в игре. Всерьёз шахматами Эльдар начал заниматься с 9 лет. Первый тренер — Вадим Сильвестрович Дёмин. Окончил психологический факультет Харьковского национального университета имени В. Н. Каразина.

## Карьера
Победитель и призёр многих национальных и международных турниров. В 2007 году на чемпионате Украины поделил 2—4 место с Евгением Мирошниченко и Юрием Кузубовым, набравшими также по 6 очков, но по дополнительным показателям стал четвёртым. Победитель одного из крупнейших опен-турниров в Европе — Пардубице (2008).
Участник ряда международных соревнований: 3 личных чемпионата Европы (2010, 2016—2017), 2 чемпионата мира по блицу (2018 и 2019), а также 2 чемпионата мира по рапиду (2018 и 2019).
Пройдя этапы различных турниров, занялся тренерской деятельностью. В 2011 году на 2 года занял должность тренера школы Chesskidz LLP в Сингапуре, одновременно продолжая участвовать в турнирах. Является тренером Харьковской областной федерации шахмат.

## Изменения рейтинга
| Графики недоступны из-за технических проблем. См. информацию на Фабрикаторе и на mediawiki.org. |